# Пельц Борис Абрамович
Борис Абрамович Пельц (1922–1980) — український радянський нейрохірург, доктор медичних наук (з 1970 року), професор.

## Біографія

Могила Бориса Пельца

Народився у 1922 році. У 1945 році закінчив Київський медичний інститут. У 1945–1948 роках працював на посаді начальника медичної частини військ МВС СРСР. З 1948 року в Інституті нейрохірургії:
- у 1948–1950 роках — клінічний ординатор;
- у 1950–1960 роках — науковий співробітник;
- у 1960–1980 роках — завідувач відділу дитячої нейрохірургії.

Помер у 1980 році. Похований у Києві на Байковому кладовищі (ділянка № 21).